# 교황 하드리아노 1세
교황 하드리아노 1세(라틴어: Hadrianus PP. I, 이탈리아어: Papa Adriano I, 700년 ~ 795년 12월 25일)는 제95대 교황(재위: 772년 2월 1일 - 795년 12월 25일)이다.

## 재위기간
하드리아노 1세는 로마 귀족 테오도루스의 아들이다. 로마 교회의 부제였던 그는 772년 교황 스테파노 3세가 선종하자 만장일치로 후임 교황으로 선출되었다. 교황으로 선출된 그는 즉시 사면령을 내려 파울루스 아피아르트에 의해 투옥되었거나 귀양 간 인사들을 구제하였다. 그는 파울루스 아피아르타를 통해 랑고바르드 왕국의 데시데리우스 국왕과 화친을 맺고 싶다는 의향을 전하였다. 그러나 데시데리우스는 겉으로는 사절을 교환하면서도 실제로는 교황의 통치를 받은 영토에 비밀리에 침투하고 있었다. 하드리아노 1세가 교황으로 선출된 지 얼마 지나지 않아 교황령은 데시데리우스 국왕의 침공을 갑작스럽게 받았다. 하드리아노 1세는 즉시 비상령을 내려 군대를 모집하여 로마 시 성곽을 보수하여 지키게 한 동시에 프랑크 왕국의 카롤루스 국왕에게 사절을 보내 군사 원조를 요청하였으며, 카롤루스는 이에 응답하여 대군을 이끌고 이탈리아로 진군하였다. 카롤루스의 군대는 순식간에 랑고바르드 왕국의 수도 파비아를 포위하였다. 파비아에 진을 치고 버티던 데시데리우스는 결국 카롤루스에게 항복하였다. 파비아를 점령한 카롤루스는 데시데리우스를 프랑크 왕국의 코르비 수도원으로 추방하고, 스스로 ‘랑고바르드족의 왕’이라고 지칭하였다. 이리하여 카롤루스는 명실공히 프랑크 왕국과 랑고바르드 왕국의 통치자가 되었다. 랑고바르드 왕국의 멸망으로 한껏 기대에 부풀었던 하드리아노 1세는 옛 로마 공국 및 라벤나 총독령의 일부 영토와 마르케의 펜타폴리스 정도를 교황령에 귀속시키는 것으로 만족해야 했다. 하드리아노 1세가 얻은 영토는 리미니에서 안코나에 걸쳐 해안 평야와 산악지로 이루어진, 아드리아해 연안의 도시 다섯 곳이었다. 그는 이를 기념하기 위해 역사상 최초로 교황 주화를 주조하도록 지시하였을 뿐만 아니라, 중세 교황으로서 나아갈 방향의 이정표로서 교황 문헌의 날짜를 동방에 있는 황제가 아니라 프랑크 왕국의 군주 카롤루스의 재위기간을 기준으로 삼았다.

## 대외 관계

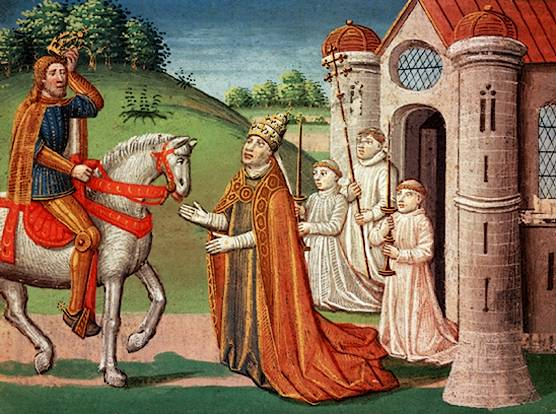
하드리아노 1세와 카롤루스

랑고바르드족은 대외적으로는 교황에 대해 예의를 표하며 순명하는 자세를 보였지만, 역대 교황은 항상 그들을 불신하고 경계하였다. 교황들은 이들 야만족을 견제하기 위해 동로마 제국에게 도움을 요청하였다. 하드리아노 1세 역시 처음에는 이러한 전임 교황들의 정책을 그대로 이어갔다. 그러나 당시 동로마 제국으로부터 직접적인 도움을 전혀 받지 못하자, 하드리아노 1세는 그에 대한 차선책으로 프랑크 왕국과 손잡고 랑고바르드 왕국을 견제하였다.
하드리아노 1세와 프랑크 국왕 카롤루스는 서로 돈독하게 지냈기 때문에 성화상 공경을 놓고 신학적 논쟁이 일어났음에도 두 사람 사이의 관계는 전혀 손상되지 않았다. 782년 제2차 니케아 공의회에서 성화상 반대자들을 파문하고 성화상 공경을 인정하자 하드리아노 1세를 공의회의 결정들을 인가하였다. 반면에 라틴어 번역이 매끄럽지 않은 공의회 교령들을 받은 카롤루스는 이를 자신의 신학자들과 함께 의논한 후, 공의회의 결정사항들에 대해 몇 가지 비판하는 내용을 담은 서신(Capitulare contra synodum)을 작성하여 하드리아노 1세에게 보냈다(792년). 카롤루스는 또한 오를레앙의 테오둘프를 포함한 자신의 신학자들과 더불어 《카롤루스의 책》이라는 제목의 포괄적 논문을 작성하였는데, 이 책은 성화상 공경에 대해 반대한다는 입장을 밝히고 있다. 이에 대해 하드리아노 1세는 공의회의 결정을 옹호하면서 카롤루스의 주장에 반발하였다. 794년 프랑크푸르트에서 시노드가 소집되어 카롤루스의 책 문제에 대해 논의한 결과, 과도한 성화상 공경을 비판한 동시에 《카롤루스의 책》에 담긴 내용 역시 비판하며 수용하기를 거부하기로 결의하였다.
787년 하드리아노 1세는 잉글랜드 주교들과 국왕 머시아의 오파의 요청을 받아들여 리치필드 교구를 대교구로 지위를 승격시킴으로써, 켄트 교회와 머시아 교회 사이의 힘의 균형을 맞추었다. 788년에 그는 리치필드의 주교 하이버트에게 팔리움을 하사하였다.

## 사후 평가와 영향력
바티칸 대성전의 출입구에는 아직까지도 카롤루스가 선종한 하드리아노 1세를 기리기 위해 ‘아버지’라는 호칭으로 그를 일컬은 시적인 비문을 볼 수 있다. 하드리아노 1세는 고대 로마 수도교 몇몇을 복원하였으며, 성화상 파괴주의자들의 박해를 피해 도망쳐 온 그리스도의 수도자들이 장식한 산타 마리아 인 코스메딘 성당과 산 마르코 성당을 신축하여 아름답게 장식하였다. 하드리아노 1세는 95세의 나이에 선종하였는데, 18세기 후반에 교황 비오 6세가 24년 동안 재임하기 전까지는 교회 역사상 가장 오랫동안 재임한 교황으로 기록되었다.

## 같이 보기
- 교황 목록